# Laplatasaurus
 Laplatasaurus  („La-Plata-Echse“) ist eine Gattung von sauropoden Dinosauriern aus der Oberkreide von Südamerika. Nur die von Huene 1929 wissenschaftlich beschriebene Typusart L. araukanicus wurde bislang in die von ihm 1927 aufgestellte Gattung eingeordnet.

## Beschreibung
Der zu den Titanosauridae zählende Laplatasaurus lebten während der Oberkreide (spätes Campanium). Er war wie alle Sauropoden ein Pflanzenfresser und bewegte sich vierbeinig fort. Er wurde bis zu 18 Meter lang und glich einem um 50 Prozent vergrößerten Titanosaurus, jedoch mit schlankeren Gliedmaßen, und wies, ähnlich wie Saltasaurus, auf dem Rücken eine Hautpanzerung auf. Von Huenes Beschreibung stützt sich auf etwa 20 Schwanzwirbel (davon 10 zusammenhängend), zwei oder drei Präsakralwirbel (Wirbelknochen vor dem Becken (Sacrum)) und den größten Teil der Extremitäten. Schädelmaterial ist nicht erhalten.

## Fundorte und Typus
Fossilien von Laplatasaurus wurden in Argentinien (Castillo-Formation, Bajo-Barreal-Formation, Laguna-Palacios-Formation, Provinz Rio Negro und Los-Blanquitos-Formation, Provinz Salta) und in Uruguay (Asencio-Formation) gefunden.
Laplatasaurus war der erste Sauropode, bei dem eine Körperpanzerung entdeckt wurde.Er ist benannt nach der Region um die argentinischen Stadt La Plata, in der seine Fossilien gefunden wurden. Bedingt durch das Fehlen eines Holotypus wählten Bonaparte und Gasparini 1979 das Exemplar MLP. 26-306 (Schien- und Wadenbein) als Lectotypus aus.